# Димитрич
Димитрич (на гръцки: Δημητρίτσι, Димитрици, катаревуса: Δημητρίτσιον, Димитрицион) е село в Република Гърция, част от дем Висалтия в област Централна Македония с 1461 жители (2001).

## География
Селото е разположено в Сярското поле на 20 километра югозападно от град Сяр (Серес).

## История

### Средновековие
В 1185 година войските на византийския протосеваст Алексий Врана разбиват в битката при Димитрич норманските войски на Вилхелм II Сицилиански, които настъпват на изток след разграбването на Солун.

### В Османската империя
През XIX век и началото на XX век Димитрич е село, числящо се към Сярската каза на Османската империя.
Александър Синве ("Les Grecs de l’Empire Ottoman. Etude Statistique et Ethnographique"), който се основава на гръцки данни, в 1878 година пише, че в Димитрици (Dimitritsi) живеят 472 гърци.
Според „Етнография на вилаетите Адрианопол, Монастир и Салоника“, издадена в Константинопол в 1878 година и отразяваща статистиката на населението от 1873 година, Димитрич (Dimitritch) има 45 домакинства с 40 жители мюсюлмани и 100 жители българи. В 1889 година Стефан Веркович (Топографическо-этнографическій очеркъ Македоніи) пише за Димитрич:
| „ | Димитрич е село със смесено население; една църква, една джамия, едно мохамеданско училище; християните са гърци, мохамеданите – турци коняри; 2 часа от Нигрита. | “ |

В 1891 година Георги Стрезов пише за селото:
| „ | Димитрич, 1 час на ЮЗ от Мерян; земя – равнище с много овощни дървета. В това село мнозина си имат чифлици. Пътят е равен, но труден зиме; 120 къщи: 70 гръцки и 50 български. Има още и двадесетина турски къщи. | “ |

Според Васил Кънчов („Македония. Етнография и статистика“) в началото на XX век селото има 200 жители българи християни, 150 турци и 350 гърци.
По данни на секретаря на Българската екзархия Димитър Мишев („La Macédoine et sa Population Chrétienne“) в 1905 година в Димитрич (Dimitritch) живеят 480 българи патриаршисти гъркомани и в селото работи гръцко училище с 2 учители и 31 ученици.

### В Гърция
Селото е освободено по време на войната от части на българската армия, но след Междусъюзническата война в 1913 година остава в Гърция. През 20-те години в селото са заселени гърци бежанци от района на Смирна и на паланката Кувуклия, разположена на 15 km западно от Бурса. В 1928 година Димитрич е представено като смесено местно-бежанско село с 31 бежански семейства и 149 жители.
| Име       | Име           | Ново име | Ново име   | Описание                                    |
| --------- | ------------- | -------- | ---------- | ------------------------------------------- |
| Папаска   | Παπάσκα       | Пападия  | Παπαδιά    | местност на ССЗ от Димитрич и на И от Макеш |
| Месечик   | Μισιτσίκι     | Фенгари  | Φεγγάρι    | местност на Ю от Димитрич                   |
| Кисланджи | Κισλάντσι     | Ливадия  | Λιβάδια    | местност на З от Димитрич                   |
| Юрук Кари | Γιουρούκ Καρί | Климата  | Κλήματα    | местност на З от Димитрич                   |
| Гургур    | Γκουργκούρι   | Мугрисма | Μούγκρισμα | местност на СИ от Димитрич                  |

## Личности
Родени в Димитрич
- Андон Нушкалията (Андониос Нускалис), четник в гръцка андартска чета в Македония[10]
- Апостол Попкостов (Апостолос Папакостас) (? – 1913), първенец на Димитрич и ятак на гръцка андартска чета в Македония[11]
- Георги Гурмев (Георгиос Гурмис), четник в гръцка андартска чета в Македония[12]
- Георги Моаджирчето (1885 – 1906), български революционер
- Димитрис Калайдзидис, кмет на дем Висалтия (2011 - 2014)
- Костадин Кузобабов (Констадинос Куцябабас), гръцки агент (втори клас) на гръцка андартска чета в Македония[13]
- Пасхал Мерджански (Пасхалис Меряклис), гръцки агент (трети клас) на гръцка андартска чета в Македония[14]
- Христодул Ангелов (Христодулос Ангелопулос), гръцки агент (втори клас) на гръцка андартска чета в Македония[15]